# Оперативни тим Републике Српске за тражење несталих лица
Оперативни тим Републике Српске за тражење несталих лица је била институција Републике Српске која се првенствено бавила тражењем лица која су нестала у периоду распада Југославије деведесетих година краја двадесетог вијека.

## Послови и задаци
Оперативни тим Републике Српске за тражење несталих лица се између осталог бавио тражењем несталих лица, убрзањем процеса тражења несталих лица, прикупљањем информација о локацијама појединачних и масовних гробница, прикупљањем информација о околностима нестанка, прикупљањем податка о лоцираним гробницама и локалитетима гдје су на површини пронађени скелетни остаци несталих лица, излазцима на лице мјеста гдје је лоцирана гробница и сачињавањем комплетне документације везане за проналазак тијела, при чему се детаљно обрађивало лице мјеста како би се направила фото документација лица мјеста и цртеж лица мјеста микро локације који су се заједно са детаљним описом и очитаним координатама заводили у документацију.
Оперативни тим Републике Српске за тражење несталих лица се бавио и евидентирањем несталих лица и вођењем базе података о несталим лицима и ажурирањем исте, лоцирањем мјеста страдања несталих лица на територији Федерације БиХ и упознавање чланова породица о мјесту страдања, лоцирањем масовних и појединачних гробница у Хрватској и Србији, евидентирањем и документовањем измјештених масовних и појединачних гробница, 
евидентирањем чланова породица несталих са прецизним аресама становања, вођењем евиденције о члановима породица које нису дале крв за ДНК анализу, учешћем представника Оперативног тима на ексхумацијама гробница у којима се налазе тијела несталих лица, успостављањем оперативне сарадње са свим институцијама које могу бити извор информација о несталом лицу, евидентирањем и лоцирањем гробница и несталих лица.
Оперативни тим Републике Српске за тражење несталих лица бавио се и рјешавањем спорних случајева из базе несталих Републике Српске, израдом фото документације лица мјеста на којој се налази гробница несталог лица од стране стручног радника Оперативног тима и учешће у обради пронађених тијела у договору са надлежним тужилаштвом, користећи позитивна искуства бивше Канцеларије за тражење несталих и заробљених лица Републике Српске, проналажењем свједока и рад са свједоцима који познају локације на којима се налазе гробнице несталих лица и трагање за информацијама о несталим лицима, успостављањем методологије рада Оперативног тима, информисањем породица и удружења несталих лица Републике Српске, Владе Републике Српске и јавности о раду Оперативног тима, успостављањем и вођењем електронске архиве Оперативног тима и уступање релевантне документације на кориштење надлежним институцијама Републике Српске.

### Сарадња
Оперативни тим Републике Српске за тражење несталих лица се бавио и сарадњом са свим породицама несталих са простора бивше Југославије (са удружењима несталих лица Републике Српске, Федерације БиХ, Србије, Хрватске итд.).

### Спомен костурнице
Оперативни тим Републике Српске за тражење несталих лица се бавио и организовањем почасних испраћаја и предаја породицама идентификованих тијела из „Спомен костурница“ у Бањој Луци, Источном Сарајеву и Невесињу, а у договору са удружењима породица несталих лица Републике Српске и надлежним институцијама Републике Српске, вођењем евиденције о идентификованим и неидентификованим тијелима у „Спомен костурницама“ у Бањој Луци, Источном Сарајеву и Невесињу.

## Историја
- Државна комисија Републике Српске за размјену ратних заробљеника (од 1992. до 20. новембра 1996.)
  - Комисије за размјену ратних заробљеника при командама корпуса Војске Републике Српске (од 1992. до 1. априла 1996.)
- Државна комисија Републике Српске за размјену ратних заробљеника и несталих лица (од 20. новембра 1996. до 13. марта 2001.)
  - Поткомисија за Сарајево (од 12. марта 1999. до)
- Комисија за тражење несталих и заробљених лица Републике Српске (од 13. марта 2001. до 22. маја 2003.)
- Канцеларија за тражење несталих и заробљених лица Републике Српске (од 22. маја 2003. до 1. октобра 2006.)
  - Одјељење у Бањалуци
  - Одјељење у Добоју
  - Одјељење у Српском Сарајеву
  - Одјељење у Невесињу
- Оперативни тим Републике Српске за тражење несталих лица (од 6. јуна 2008. до 2013)
  - Одјељење за тражење несталих лица и рад на терену у процесу тражења несталих лица
  - Одјељење за евиденцију, аналитичке послове и рад на терену у процесу тражења несталих лица
  - Оперативни тим у Бањалуци
  - Подручни тим у Источном Сарајеву
  - Подручни тим у Добоју
- Републички центар за истраживање рата, ратних злочина и тражење несталих лица (од 2013)

Влада Републике Српске је 6. јуна 2008. године на захтјев породица несталих из Републике Српске донијела одлуку о формирању Оперативног тима Републике Српске за тражење несталих лица (Одлука о оснивању Оперативног тима Републике Српске за тражење несталих лица, број: 04/1-012-1330/08 од 06. јуна 2008, „Службени гласник Републике Српске“ број: 56/08).

## Нестала особа
Нестала особа је особа чија породица нема вијести о њему или њој или је пријављена на основу поузданих информација као особа чија судбина није разјашњена усљед оружаног сукоба који се догодио на територији бивше Југославије. Дефиниција се односи на особе које су нестале у периоду од 30. априла 1991. до 14. фебруара 1996. године.